# J.C. Jackson
Jerald Christopher Jackson (Baltimora, 17 novembre 1995) è un giocatore di football americano statunitense che milita nel ruolo di cornerback per i New England Patriots della National Football League (NFL).

## Carriera

### New England Patriots
Dopo non essere stato scelto nel Draft NFL 2018, Jackson firmò con i New England Patriots un contratto triennale. Nella settimana 4 contro i Miami Dolphins fece registrare il primo intercetto in carriera su passaggio di Ryan Tannehill. La sua stagione regolare si chiuse con 3 intercetti. A fine anno vinse il Super Bowl LIII contro i Los Angeles Rams 13–3.
Nella stagione 2020 Jackson si classificò secondo nella NFL con 9 intercetti.
Il 16 aprile 2021 Jackson firmò un rinnovo contrattuale di un anno con i Patriots. Alla fine di novembre fu premiato come difensore del mese della AFC in cui mise a referto 4 intercetti e 6 passaggi deviati. A fine stagione fu convocato per il suo primo Pro Bowl e inserito nel Second-team All-Pro dopo essersi classificato secondo nella NFL con 8 intercetti e primo con 23 passaggi deviati.

### Los Angeles Chargers
Il 14 marzo 2022 Jackson firmò con i Los Angeles Chargers un contratto quinquennale del valore di 82,5 milioni di dollari. Con la nuova squadra faticò, portandolo a essere messo in panchina nel sesto turno in favore di Michael Davis. La settimana successiva si ruppe un tendine, chiudendo la sua stagione.
Jackson tornò in campo nel primo turno della stagione 2023, facendo registrare un intercetto su Tua Tagovailoa nella sconfitta contro i Miami Dolphins.

### Ritorno ai Patriots
Il 5 ottobre 2023, dopo l'infortunio per tutta la stagione del rookie Christian Gonzalez, i Patriots riottennero Jackson in uno scambio con i Chargers.

## Palmarès

### Franchigia
- Super Bowl : 1

New England Patriots: LIII
- American Football Conference Championship: 1

New England Patriots: 2018

### Individuale
- Convocazioni al Pro Bowl: 1

2021
- Second-team All-Pro: 1

2021
- Difensore della AFC del mese: 1

novembre 2021